# Álvaro Obregón, El Bosque
Álvaro Obregón är en ort i Mexiko.   Den ligger i kommunen El Bosque och delstaten Chiapas, i den sydöstra delen av landet, 700 km öster om huvudstaden Mexico City. Álvaro Obregón ligger 1 387 meter över havet och antalet invånare är 867.
Terrängen runt Álvaro Obregón är varierad, och sluttar österut. Runt Álvaro Obregón är det ganska tätbefolkat, med 166 invånare per kvadratkilometer. Närmaste större samhälle är Simojovel de Allende, 15,8 km nordost om Álvaro Obregón. I omgivningarna runt Álvaro Obregón växer i huvudsak städsegrön lövskog.